# 寬帶石斑魚
寬帶石斑魚（学名：Epinephelus latifasciatus），俗名為寬斑鮨、石斑、過魚、花貓鱠，為輻鰭魚綱鱸形目鱸亞目鮨科的其中一個種。

## 分布
本魚分布於印度西太平洋區，包括紅海、日本南部、澳洲、夏威夷等海域。

## 深度
水深45至110公尺。

## 特徵
本魚體長橢圓形，側扁而粗壯，頭背部斜直；眶間區平坦或微凸。眼小，短於吻長。口大；上下頜前端具小犬齒或無，兩側齒細尖，下頜約2至3列。體被細小櫛鱗；側線鱗孔數56至65枚；縱列鱗數91至106枚。底色為淡褐色，具有3條深色闊縱帶，此等縱帶或間斷而成為不規則的斑點。背鰭具硬棘6枚，軟條12至14枚；臀鰭硬棘3枚，軟條8枚；腹鰭腹位，末端延伸不及肛門開口；胸鰭圓形，中央之鰭條長於上下方之鰭條，且長於腹鰭，但短於後眼眶長；尾鰭圓形。幼魚身體呈黃灰色，體側有2條白色橫帶，但第二橫帶靠近腹側邊者無斑點。成魚顏色較深。體長可達30公分。

## 生態
主要棲息在水溫較高且較深的岩礁區到滾石區一帶，水深常常近於100公尺左右，主要食物是魚類、甲殼類等為食物。

## 經濟利用
高經濟價值的食用魚，適合清蒸。

## 烹调方法
加薑絲清蒸，最后淋上葱花与盐（或生抽）的滚油。即可。

## 扩展阅读
維基物種上的相關：宽带石斑鱼